# Maja Betz
Maja Betz (geboren am 5. Juni 1998) ist eine deutsche Triathletin und Duathletin. Sie ist zweifache Deutsche Meisterin auf der Triathlon-Langdistanz (2022, 2023) sowie auf der Duathlon-Mitteldistanz (2023) und amtierende Vize-Weltmeisterin auf der Duathlon-Langdistanz (2024).

## Werdegang
Maja Betz stammt aus Nordheim und wuchs in der Rhön, im Landkreis Rhön-Grabfeld mit ihren Geschwistern auf.
Bereits im frühen Kindesalter fing Maja Betz mit dem Laufsport bei ihrem Verein SC Ostheim (Ostheim/Rhön) an. Mit 16 Jahren startete sie bei ihrem ersten internationalen Wettkampf in Italien. Sie schloss 2016 ihr Abitur in Mellrichstadt ab.
Auf regionaler und überregionaler Ebene verbuchte sie vor allem bei Straßenläufen etliche Erfolge.
Beim fünf-Kilometer-Straßenlauf in Brückenau im Jahr 2012, bei dem Betz nicht nur den alten Unterfrankenrekord um 30 Sekunden auf 18:35 Minuten verbesserte, setzte sie sich gleichzeitig an die Spitze der Deutschen Bestenliste in der Jugend.
Im Studium fing sie mit dem Triathlon an und lernte dadurch ihren Trainer Konrad Smolinski (KS-Sportsworld) kennen.
2019 wurde sie Deutsche Hochschulmeisterin im Duathlon. 2020 schloss sie ihren Bachelor in Sportwissenschaften an der Universität Jena ab. Seit der Saison 2021 ist sie als Profi-Athletin aktiv und seit der Saison 2022 ist sie Werbeträger für die Firma asphericon.

### Deutsche Meisterin Triathlon-Langdistanz 2022, 2023
Im August 2022 nahm Betz am OstseeMan in Glücksburg teil und wurde Deutsche Meisterin auf der Triathlon-Langdistanz.
Im April 2023 wurde sie in Alsdorf Deutsche Meisterin auf der Duathlon-Mitteldistanz und im August konnte sie ihren Titel auf der Triathlon-Langdistanz erfolgreich verteidigen. Zudem erzielte sie im September im Powerman Zofingen den vierten Platz bei der Duathlon-Langdistanz-Weltmeisterschaft.

### Vize-Weltmeisterin Duathlon-Langdistanz 2024
Im September 2024 wurde die 26-Jährige hinter Merle Brunnée Zweite im Powerman Zofingen und damit Vize-Weltmeisterin auf der Duathlon-Langdistanz.
Maja Betz wohnt in Gera.

## Sportliche Erfolge
| Datum/Jahr    | Platz | Wettbewerb                                       | Austragungsort   | Zeit     | Bemerkung                                                                                 |
| ------------- | ----- | ------------------------------------------------ | ---------------- | -------- | ----------------------------------------------------------------------------------------- |
| 27. Apr. 2025 | 4     | ITU Middle Distance Duathlon World Championships | Alsdorf          | 02:47:32 | [ 9 ]                                                                                     |
| 8. Sep. 2024  | 2     | ITU Long Distance Duathlon World Championships   | Zofingen         |          |                                                                                           |
| 3. Sep. 2023  | 4     | ITU Long Distance Duathlon World Championships   | Schweiz Zofingen | 07:00:11 | Austragung im Rahmen des Powerman Zofingen (10 km Laufen, 150 km Radfahren, 30 km Laufen) |
| 30. Apr. 2023 | 1     | DTU Deutsche Meisterschaft Duathlon              | Alsdorf          | 02:50:05 | beim Powerman Germany (10 km Laufen, 60 km Radfahren, 10 km Laufen)                       |
| 5. Mai 2019   | 1     | Jenaer Duathlon                                  | Jena             | 02:17:44 | Deutsche Hochschulmeisterin                                                               |

| Datum/Jahr    | Platz | Wettbewerb                                       | Austragungsort | Zeit     | Bemerkung                                                                                 |
| ------------- | ----- | ------------------------------------------------ | -------------- | -------- | ----------------------------------------------------------------------------------------- |
| 7. Juli 2024  | 28    | Challenge Roth                                   | Roth           | 09:24:29 |                                                                                           |
| 25. Juni 2023 | 8     | Challenge Roth                                   | Roth           | 09:15:33 |                                                                                           |
| 6. Aug. 2023  | 1     | DTU Deutsche Meisterschaft Triathlon Langdistanz | Glücksburg     | 09:31:51 | Austragung im Rahmen des Ostseeman (3,8 km Schwimmen, 180 km Radfahren, 42,195 km Laufen) |
| 3. Juli 2022  | 8     | Challenge Roth                                   | Roth           | 09:43:50 |                                                                                           |
| 7. Aug. 2022  | 1     | DTU Deutsche Meisterschaft Triathlon Langdistanz | Glücksburg     | 09:32:25 | Austragung im Rahmen des Ostseeman                                                        |
| 19. Sep. 2021 | 8     | Ironman Austria                                  | Klagenfurt     | 09:58:15 |                                                                                           |
| 5. Sep. 2021  | 10    | Challenge Roth                                   | Roth           | 08:58:51 | verkürzte Radstrecke auf 170 km                                                           |

| Datum/Jahr    | Platz | Wettbewerb                                   | Austragungsort   | Zeit     | Bemerkung                                                                           |
| ------------- | ----- | -------------------------------------------- | ---------------- | -------- | ----------------------------------------------------------------------------------- |
| 22. Sep. 2019 | 5     | Deutsche Leichtathletik-Meisterschaften 2019 | Breitungen/Werra | 04:02:46 | Berglauf (13,2 km, 785 hm); SC Ostheim/Rhön (mit Susanne Haßmüller, Anna-Lena Klee) |

(DNF – Did Not Finish)